# スジアラ
スジアラ（学名：Plectropomus leopardus）は、ハタ科に分類される魚類の一種。西太平洋のサンゴ礁に生息する。食用魚として優れており、日本国内外で高値で取引されるため、漁業のターゲットとして人気である。1998年には1,500トン以上が漁獲された。

## 命名
和名およびシノニムとなっている学名 Paracanthistius suji Tanaka, 1916 の命名者は田中茂穂で、1945年以前は日本の本州では若魚しか発見されていなかったと思われることから、田中は縦縞のある幼魚を見て「縦筋のあるハタ」という意味でこれらの和名や学名を命名したという説がある。

## 分類
フランスの博物学者であるベルナール・ジェルマン・ド・ラセペードによって Holocentrus leopardus として記載され、タイプ産地はインド洋とされた。

## 分布と生息地
南日本からオーストラリア、タイとマレーシアの東海岸から東はソロモン諸島、カロリン諸島、フィジーにかけての西太平洋に分布する。オーストラリアでは、西オーストラリア州のビーコン島、ティモール海のアシュモア・カルティエ諸島、南はシドニーまでの熱帯海岸域で見られ、珊瑚海、クリスマス島、ココス諸島、タスマン海のロード・ハウ島周辺のサンゴ礁からも知られる。日本では相模湾から九州南部までの太平洋岸と琉球列島に分布する。水深3-100mのサンゴ礁に生息する。

## 形態

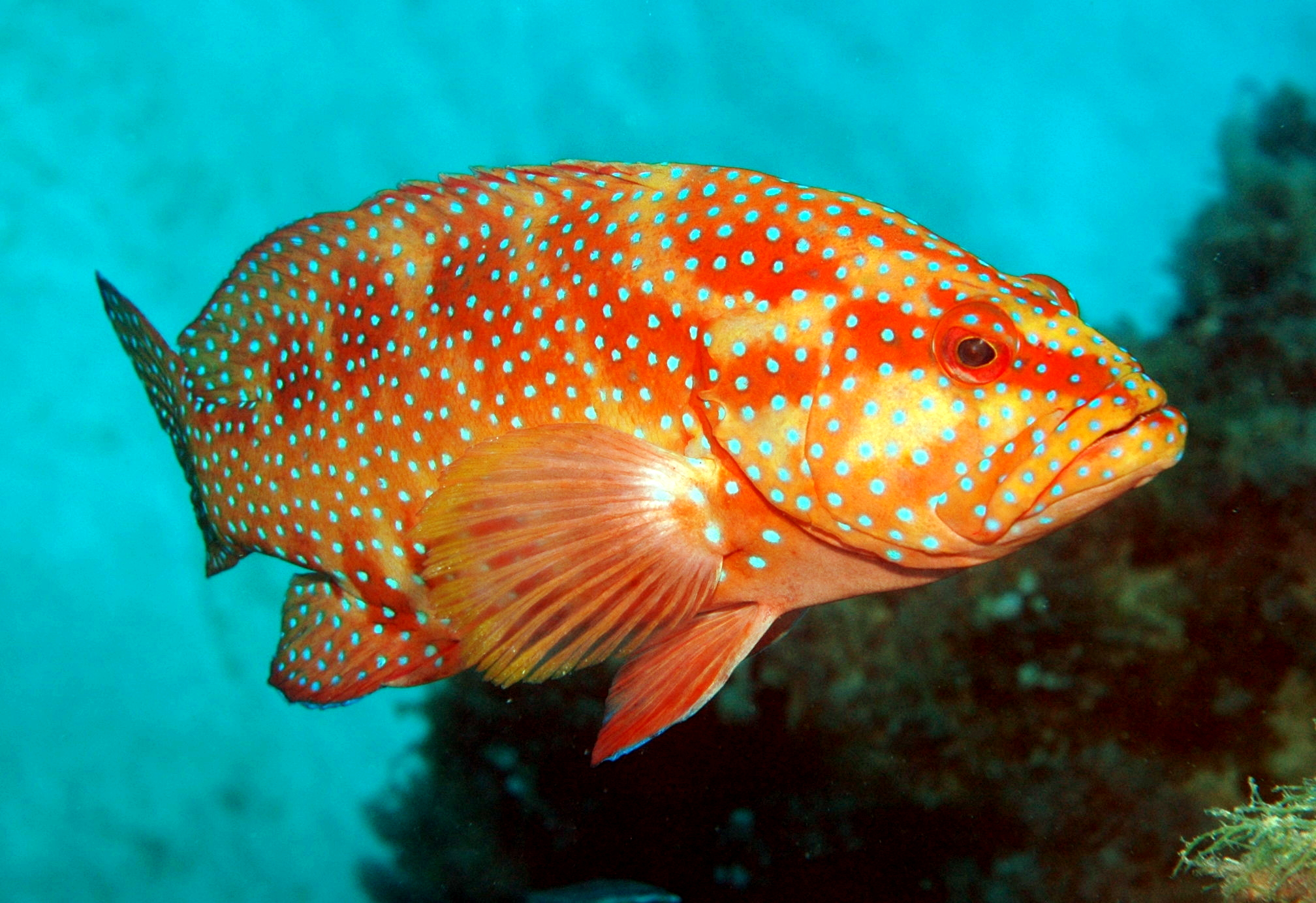
赤色の個体

体は細長く頑強で、体長は体高の2.9-3.9倍。前鰓蓋骨は大部分が丸みを帯びており、下部には下向きの大きな3本の棘がある。背鰭は7-8棘と10-12軟条から、臀鰭は3棘と8軟条から成る。背鰭棘条部は軟条部よりも短い。尾鰭は弱く湾入する。胸鰭は淡色である。体色はオリーブグリーンまたは赤褐色からオレンジ色で、上半身には明るい青色の斑点が規則的に入り、目の周りには青い輪があるが、途切れることもある。素早く体色を変えることができ、狩りの際にはしばしば斑模様になる。全長は通常約35cm、最大で120cmに達し、最大重量は23.6kgである。これはコクハンアラの誤認である可能性が高く、オーストラリアでの記録は10.250kgである。

## 生態

### 食性
幼魚はサンゴの中や海底の甲殻類、特にエビを食べる。成魚は魚食性で、さまざまなサンゴ礁の魚を食べる。主に Acanthochromis polyacanthus などのスズメダイ科を餌とし、共食いも知られている。通常1-3日に1回餌を食べるが、何日も餌を食べないこともある。獲物の約90％は24時間以内に消化される。日中に餌を食べるが、特に夜明けと夕暮れが最も活動的である。狩りの方法は待ち伏せと徘徊がある。サンゴ礁の底魚を狩る際には待ち伏せを行う。動かずに隠れて警戒し、通り過ぎる獲物を攻撃する。水面付近で群れをなす魚を狩る際には徘徊をする。獲物に向かってゆっくりと接近し、猛スピードで突進して捕らえる。個体によって摂食行動は変化するため、成長と成熟にはばらつきがある。
グレートバリアリーフ南部では、主にブダイ科とトウゴロウイワシ科を餌としている。北部ではスズメダイ科とタカサゴ科が主な獲物である。夏にはタカサゴ科の群れを食べ、冬にはブダイ科の魚を食べる。獲物の豊富さが時期によって変わるため、食性にも変動がある。春の繁殖に備えて脂肪を蓄えるため、冬にはより多くの餌を食べる傾向がある。ドクウツボ、メガネモチノウオ、ワモンダコなどと協力して狩りをする。

### 繁殖と成長
個体群の繁殖期におけるサイズと年齢構造を評価し、漁獲圧への反応を確かめるために、個体群の調査が実施された。雌性先熟の雌雄同体であり、きっかけは不明だが雌から雄に性転換する。性転換は体長23-62cmのときに起こる。性転換時の平均体長は42cmである。性転換は産卵直後の数か月間に最も頻繁に起こる。グレートバリアリーフでは漁業が解禁されている海域と漁業が禁止されている海域で性比が異なる可能性があることが判明した。性比は個体数管理において重要な事項であり、性比の変化は繁殖に深刻な影響を与え、将来的な個体数に影響する可能性もある。全ての大きさで雌雄が存在する可能性があるが、一般的に小型個体は雌、大型個体は雄である。
産卵は晩春の水温上昇と一致する。グレートバリアリーフ北部では9-12月に産卵し、水温が低い南部では10-2月に産卵する。産卵時期は水温の変化によって毎年少しづつ異なる。密集した産卵集団を形成する。集団は水深約10-15mのサンゴ礁の斜面の周りに形成され、新月の日にピークを迎える。産卵は特に潮の流れが強い引き潮のときに行われる。これにより、卵をサンゴ礁や捕食者から遠く離れた場所まで運ぶことができると考えられる。産卵は捕食者が卵を見つけづらい夕暮れ時に行われる。
雄は繁殖の際に一時的な縄張りを確立し、求愛ディスプレイによって、雌を自分の縄張りに誘い込み産卵させようとする。雄は求愛の際に鰭の縁を一瞬で黒く変化させる。雄は通常海底近くにいる雌に近づき、横たわって縦に震えながら頭を左右に振る。雄は体の一部を雌の頭部か体に近づける。雌が同意すれば、この求愛行動の後に産卵が発生する。雌雄は水面に向かって急速に泳ぎ、そこで素早く向きを変えながら精子と卵を水中に放出する。産卵中に放出される精子と卵は見えづらいが、小魚が必死に餌を食べている様子からその存在が分かる。産卵は日没時に30-40分間にわたって行われる。一部の個体は夜間に複数回産卵する。
卵と仔魚は海流に乗って分散し、近くのサンゴ礁にたどり着く。受精は産卵後に起こり、受精卵は水面のすぐ下に浮かぶ。孵化期間は不明だが、近縁種と同様に20-45時間程度と考えられる。仔魚はあまり発達しておらず、卵黄嚢から栄養を得ている。成長に伴って、棘、鰭、腸、その他の内臓が発達し、感覚も発達する。最終的に卵黄嚢は完全に吸収され、自分で獲物を見つけて捕まえ始める。
生後3年間は急速に成長する。幼魚は1日で平均0.81mm成長し、生後6ヶ月で14cm近くまで成長する。成長率は一定ではなく、年齢ごとにサイズに幅がある。寿命は最大16年。

### 寄生虫
オウギエラムシ科の Echinoplectanum leopardi、Echinoplectanum rarum、Echinoplectanum pudicum が鰓に寄生する。

## 人との関わり
食用魚として高く評価されており、香港を中心に活魚と冷蔵の両方で販売されている。輸出用の活魚の漁獲はアジア太平洋地域の重要な商業漁業であり、現在は主にインドネシアとフィリピンから供給されている。オーストラリアでは釣りやスピアフィッシングによる商業的な漁獲が行われている。オーストラリアでは一人のモリ漁師によって平均して一日に換算すると0.59-0.68匹、1.58-1.60kgが漁獲されている。
日本では沖縄県・長崎県などで産出し、主に釣りで漁獲され、一部では養殖も行われている。沖縄では赤色の個体がアカジンミーバイと呼ばれ、シロクラベラ（マクブ）やハマダイ（アカマチ）とともに沖縄三大高級魚の1つとして親しまれている。日本では刺身、焼き魚（幽庵焼き・塩焼きなど）、唐揚げ、まーす煮、あら汁などの調理法で賞味される。フィリピンとインドネシアではシアン化物を使って漁獲される。フィジーとニューカレドニアでは、釣りやスピアフィッシング、罠で漁獲される。大型の個体は高濃度のシガトキシンを含むことがある。アジアでは養殖されているが、養殖個体は体色が良くない事が多い。